# Eyal Berkovic
Eyal Berkovic, né le 2 avril 1972 à Nahariya, est un footballeur israélien qui joue au poste de milieu. Il a évolué au Celtic FC lors de la saison 1999/2000 puis il est retourné en Angleterre n'entrant pas dans les plans de jeu du nouvel entraîneur Martin O'Neill

## Carrière

### En club
- 1989-1996 : Maccabi Haïfa  Israël
- 1996-1997 : →Southampton (prêt)  Angleterre
- 1997-1999 : West Ham United  Angleterre
- 1999-2001 : Celtic Glasgow  Écosse
- 2001 : →Blackburn Rovers (prêt)  Angleterre
- 2001-2004 : Manchester City  Angleterre
- 2004-2005 : Portsmouth  Angleterre
- 2005-2006 : Maccabi Tel-Aviv  Israël